# Membraniporella ovula
Membraniporella ovula är en mossdjursart som först beskrevs av d'Orbigny 1852.  Membraniporella ovula ingår i släktet Membraniporella och familjen Cribrilinidae. Inga underarter finns listade i Catalogue of Life.